# Augusto da Costa Dias
Augusto Palhinha da Costa Dias (Trouxemil, Coimbra, 12 de fevereiro de 1919 – Lisboa, 9 de março de 1976) foi um escritor e investigador da literatura e cultura portuguesa. 
Era filho de Luís Manuel da Costa Dias, natural de Vila Verde (freguesia de Aboim da Nóbrega), e de Maria da Piedade Oliveira Palhinha da Costa Dias, doméstica, natural de Coimbra (freguesia de São Bartolomeu). Era irmão da médica e ativista Maria Luísa da Costa Dias.
A 15 de outubro de 1943, casou civilmente em Lisboa com a escritora Maria Helena Ferreira Chaves, com quem colaborou. Deste casamento nasceram Luís Augusto e Maria José da Costa Dias. Foram padrinhos de casamento os pais da noiva, Raul Pires Ferreira Chaves e sua mulher Elvira da Conceição Ribeiro Ferreira Chaves, bem como a mãe e o irmão do noivo.
Morreu a 9 de março de 1976, em Lisboa, vítima de doença prolongada.

## Obras publicadas
- Literatura e luta de classes: Soeiro Pereira Gomes. Lisboa: Editorial Estampa, 1975.

- A crise da consciência pequeno-burguesa: O nacionalismo literário da geração de 90. Lisboa: Estampa, 1964 (1ª e 2ª edições), 1977 (3ª edição).

- La crisis de la conciencia pequeño-burguesa en Portugal/ El nacionalismo literario de la generación del 90. (Traducção de Juan Eduardo Zúñiga). Madrid: Ediciones Peninsula, 1966

- Discursos sobre a liberdade de imprensa no primeiro Parlamento Português (1821); textos integrais. Lisboa: Portugália Editora, 1966.

- Viagens na minha terra (de) Almeida Garrett. Lisboa: Estampa, 1977. Introdução e notas de Augusto da Costa Dias.

- O roubo das Sabinas (de) Almeida Garrett: Reprodução facsimilada do manuscrito. Edição crítica, fixação de texto, introdução e notas de Augusto da Costa Dias.

- O roubo das sabinas (de) Almeida Garrett / Augusto da Costa Dias. Lisboa : Editorial Estampa, imp. 1979

- Narrativas e lendas (de) Almeida Garrett. Lisboa: Estampa, 1979. Edição crítíca, fixação do texto, prefácio e notas de Augusto da Costa Dias. Recolha de textos, organização Maria Helena da Costa Dias.

- Obra política : escritos do Vintismo 1820-23 (de) Almeida Garrett. Lisboa: Estampa, 1985. Augusto da Costa Dias; Maria Helena da Costa Dias; Luís Augusto Costa Dias.

- Memórias políticas (de) Basílio Teles ; fixação de texto, prefácio e índices por Augusto da Costa Dias. - Lisboa: Portugália, 1969.

- O senhor Sete: dispersos folclóricos e de doutrina literária (de) Trindade Coelho ; recolha, apresent. e notas de Augusto da Costa Dias.  Lisboa: Portugália, 1961.

- Memórias políticas (de) Basílio Teles ; fixação de texto, prefácio e índices de Augusto da Costa Dias.  Lisboa: Portugália, imp. 1969.

- Do ultimatum ao 31 de Janeiro : esboço de história política de Basílio Teles; prefácio de Augusto da Costa Dias.  2ª ed.  Lisboa: Portugália, 1968.

### Traduções e adaptações
- Os cavaleiros da Távola redonda; adapt. act. da matéria da Bretanha por Augusto da Costa Dias.  Lisboa: Portugália, imp. 1960.

- Os cavaleiros da Távola Redonda; adapt. e act. da matéria da Bretanha por Augusto da Costa Dias.  Porto: Público Comunicação Social (distrib.), 2004.   ISBN 84-9789-501-0.

- Ania Francos - Palestina : liberdade ou morte; trad. Augusto da Costa Dias.  Lisboa: Seara Nova, 1970.

- Georges Mongrédien - A vida quotidiana no tempo de Luís XIV; trad. Augusto da Costa Dias.  Lisboa: Livros do Brasil, 197-?.

- Jean Robiquet - A vida quotidiana no tempo da Revolução Francesa; trad. Augusto da Costa Dias.  Lisboa: Livros do Brasil, D.L. 1962.

## Artigos
Alguns artigos escritos por Augusto da Costa Dias:
“A situação política e as eleições”. In Seara Nova, nº 1554 (1975), p. 5-10. Cota: PP442|AHM 
“Leitura política das eleições: a tentativa de ditadura pequeno-burguesa de tanga-socialista como forma de preservação do capitalismo”. In Seara Nova, nº 1556 (1975), p. 3-5. Cota: PP442|AHM
“Algumas questões cadentes no processo revolucionário Português”. In Seara Nova, nº 1557 (1975), p. 11-16. Cota: PP442|AHM 